# Herr Gott, dich loben alle wir, BWV 130

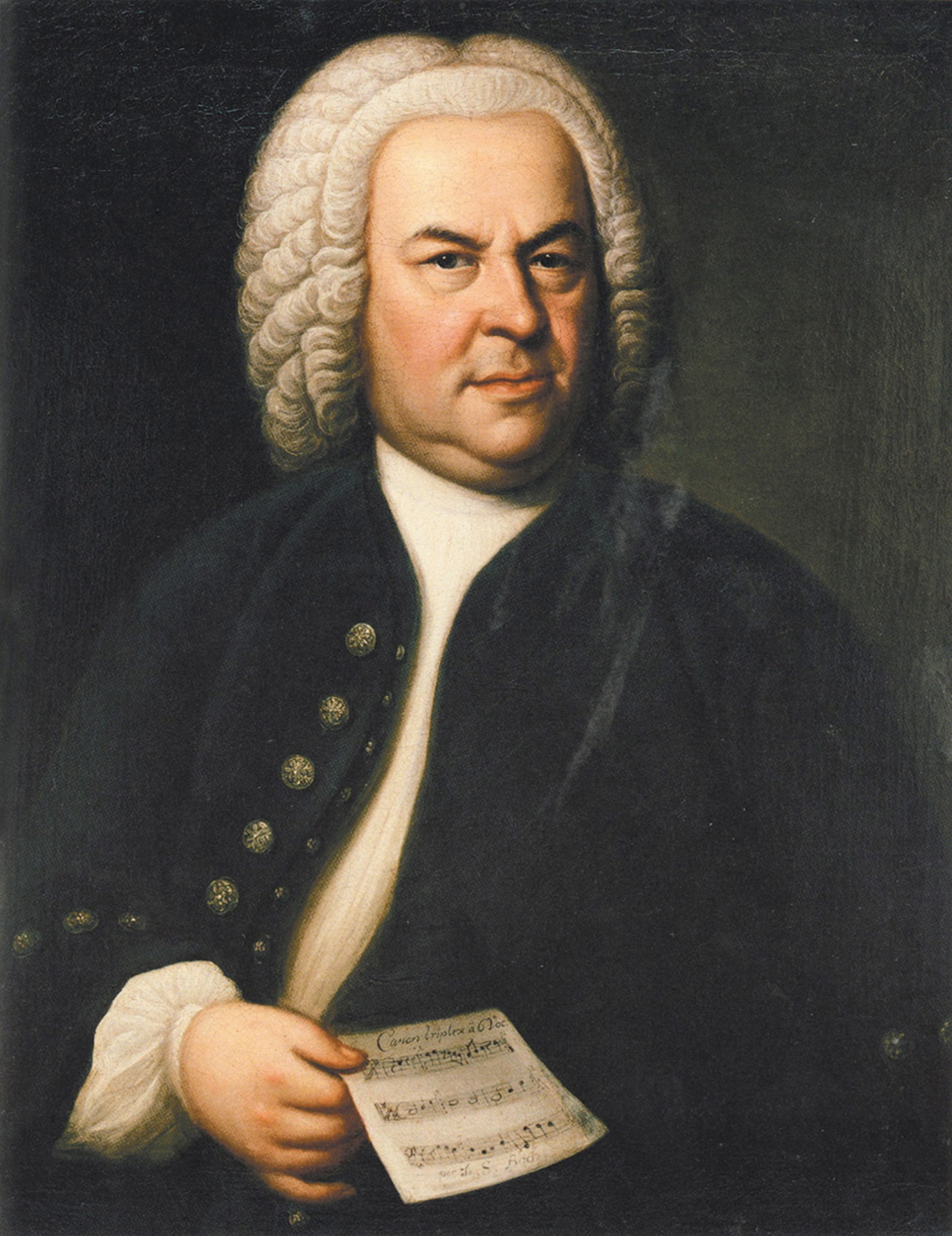
Johann Sebastian Bach, compositor de la cantata.

Herr Gott, dich loben alle wir, BWV 130 (Señor Dios, todos te alabamos) es una cantata coral de Johann Sebastian Bach para la fiesta del arcángel Miguel (en alemán: Michaelis; 29 de septiembre). La versión más antigua conocida de la cantata (BWV 130.1) se interpretó en esa fiesta de 1724 durante el segundo año de Bach en Leipzig. La cantata está compuesta para solistas y coro de cuatro voces, tres trompetas, timbales, traverso, tres oboes, cuerdas y bajo continuo.
El texto de la cantata, que está en el formato de cantata coral que Bach desarrolló para su segundo ciclo de cantatas, está basado en el himno luterano de 1554 de Paul Eber en doce estancias «Herr Gott, dich loben alle wir». Este himno es una versión alemana del «Dicimus grates tibi» de 1539 de Felipe Melanchthon. La melodía del himno de la coral luterana, conocida en inglés como Old 100th (Zahn n.º  368), proviene de la segunda edición de 1551 del Salterio de Ginebra.
Una versión actualizada de la cantata, BWV 130.2, se realizó en Leipzig entre 1732 y 1735. Un manuscrito que probablemente fue escrito en la segunda mitad del siglo XVIII, contiene dos versiones variantes de la cantata. Se desconoce si Bach tuvo algo que ver con estas versiones: un escenario coral que sólo ocurre en estas variantes se adoptó como el n.° 31 en el segundo Bach-Werke-Verzeichnis Anhang, que es el anexo de las obras dudosas.

## Historia
Johann Sebastian Bach compuso la cantata en su segundo año en Leipzig para el día de San Miguel. Ese año, compuso un ciclo de cantatas corales, que comenzó el primer domingo después de la Trinidad de 1724. La fiesta celebraba el arcángel Miguel y todos los ángeles cada año el 29 de septiembre. En Leipzig, el día coincidió con una feria comercial.
Bach interpretó la cantata por primera vez el 29 de septiembre de 1724.

## Texto
Las lecturas prescritas para el día de San Miguel fueron del Libro del Apocalipsis, Miguel luchando contra el dragón (Apocalipsis 12:7-12), y del Evangelio de Mateo, el cielo pertenece a los niños, los ángeles ven el rostro de Dios (Mateo 18:1-11). La cantata se basa en una canción en doce estancias de Paul Eber (1554), una paráfrasis del latín «Dicimus grates tibi» de Felipe Melanchthon. Cada estancia tiene cuatro líneas. La melodía se imprimió por primera vez en el Salterio de Ginebra en 1551. Se atribuye a Loys Bourgeois y es conocida como la famosa melodía, conocida en inglés como Old 100th, de la doxología «Alabado sea Dios, de quien fluyen todas las bendiciones».
El himno se relaciona sólo lejanamente con las lecturas, concentrándose en el pensamiento de que los cristianos pecan y merecen un mal trato, pero pueden ser llevados a la alegría en un «seliger Tod» (muerte bendita). Un poeta desconocido mantuvo la primera y las dos últimas estancias como los movimientos primero, quinto y sexto de la cantata. Derivó el segundo movimiento, un recitativo, de las estancias segunda y tercera, el tercer movimiento, un aria, de las estancias cuarta a sexta, el cuarto movimiento, un recitativo, de las estancias séptima a novena, y el quinto movimiento, un aria, de la décima estancia. El tema del cántico, alabanza y agradecimiento por la creación de los ángeles, se relaciona sólo lejanamente con las lecturas. En el movimiento tercero, se puede establecer una conexión entre la mención de Satanás como el «alter Drachen» (dragón viejo) y la pelea de Miguel. El movimiento cuarto muestra ejemplos de protección angelical en la Biblia, de Daniel (Daniel 6:23) y de los tres jóvenes en el horno de fuego (Daniel 3). La oración por la protección de los ángeles, como Elías llevado al cielo (2 Reyes 2:11), continúa el texto, concluido con alabanza general, agradecimiento y la solicitud de protección futura.

## Estructura y partitura
La cantata consta de seis movimientos y está compuesta de forma festiva para cuatro solistas vocales (soprano, alto, tenor y bajo), un coro a cuatro voces y un conjunto instrumental barroco de tres trompetas, timbales, traverso, tres oboes, dos violines, viola y bajo continuo.
1. Coral: Herr Gott, dich loben alle wir
2. Recitativo (alto): Ihr heller Glanz und hohe Weisheit zeigt
3. Aria (bajo): Der alte Drache brennt vor Neid
4. Recitativo (soprano, tenor): Wohl aber uns, daß Tag und Nacht
5. Aria (tenor): Laß, o Fürst der Cherubinen
6. Coral: Darum wir billig loben dich

## Música
En el coro de apertura, Bach ilustra el canto de los ángeles en diferentes coros asignando diferentes temas a las cuerdas, los oboes y las trompetas, en una rica partitura típica sólo para los eventos más festivos del año litúrgico como la Navidad. Mincham compara el movimiento con los quince movimientos de apertura que lo preceden en el segundo ciclo anual: «es el coro más profusamente compuesto hasta ahora y ciertamente el de carácter más extrovertidamente festivo».
En el tercer movimiento, trompetas y timbales acompañan a la voz del bajo en una descripción de la batalla contra Satanás. Un suave dúo de soprano y tenor recuerda a los ángeles de la guarda que salvaron a Daniel en el foso de los leones y a los tres hombres en el horno. John Eliot Gardiner compara la línea de flauta en una gavota para tenor con «quizás la rapidez del transporte angelical en el carro de Elías». El coro de cierre incluye nuevamente «las trompetas angelicales».

## Otras versiones
BWV 130.2 es una versión modificada de la cantata que Bach desarrolló en la década de 1730 para una nueva interpretación de Michaelis. El manuscrito P 101 de la Biblioteca Estatal de Berlín, que probablemente fue escrito en la segunda mitad del siglo XVIII, contiene dos versiones variantes de la cantata:
| Var.   | N.º  | Texto                              | Movimiento                                       | BWV     |
| ------ | ---- | ---------------------------------- | ------------------------------------------------ | ------- |
| I      | 1    | Herr Gott, dich loben alle wir     | Coro                                             | =130/1  |
| II     | 1(a) | Herr Gott, dich loben alle wir     | Coral                                            | Anh. 31 |
| I      | 2    | Ihr heller Glanz                   | Recitativo (secco; alto)                         | =130/2  |
| II     | 2(a) | Ihr heller Glanz                   | Recitativo (secco; alto)                         | deest   |
| I y II | 3    | Lasst Teufel, Welt und Sünde       | Recitativo (accompagnato; dúo de soprano y bajo) | deest   |
| I y II | 4    | Laß, o Fürst der Cherubinen        | Aria (tenor)                                     | =130/5  |
| I y II | 5    | Wir bitten dich, du wollst allzeit | Coral                                            | Anh. 31 |

## Grabaciones
- Les Grandes Cantates de J. S. Bach Vol. 17, Fritz Werner, Heinrich-Schütz-Chor Heilbronn, Pforzheim Chamber Orchestra, Friederike Sailer, Claudia Hellmann, Helmut Krebs, Jakob Stämpfli, Erato 1961
- Ansermet conducts Bach Cantatas No. 130, No. 67, excerpts from No. 101, Ernest Ansermet, Chœur Pro Arte de Lausanne, L'Orchestre de la Suisse Romande, Elly Ameling, Helen Watts, Werner Krenn, Tom Krause, Decca 1968
- Die Bach Kantate Vol. 17, Helmuth Rilling, Figuralchor der Gedächtniskirche Stuttgart, Bach-Collegium Stuttgart, Kathrin Graf, Gabriele Schnaut, Adalbert Kraus, Wolfgang Schöne, Hänssler 1974
- Bach Cantatas Vol. 5, Karl Richter, Münchener Bach-Chor, Münchener Bach-Orchester, Edith Mathis, Trudeliese Schmidt, Ernst Haefliger, Peter Schreier, Archiv Produktion 1978
- J. S. Bach: Complete Cantatas, Folge / Vol. 32 – BWV 128–131, Nikolaus Harnoncourt, Tölzer Knabenchor, Concentus Musicus Wien, solistas de Tölzer Knabenchor, Kurt Equiluz, Walter Heldwein, Teldec 1981
- J. S. Bach: Complete Cantatas Vol. 10, Ton Koopman, Amsterdam Baroque Orchestra & Choir, Caroline Stam, Michael Chance, Paul Agnew, Klaus Mertens, Antoine Marchand 1998
- Bach Edition Vol. 9 – Cantatas Vol. 4, Pieter Jan Leusink, Holland Boys Choir, Netherlands Bach Collegium, Ruth Holton, Sytse Buwalda, Knut Schoch, Bas Ramselaar, Brilliant Classics 1999
- Bach Cantatas Vol. 7: Ambronay / Bremen / For the 14th Sunday after Trinity / For the Feast of St Michael and All Angels, John Eliot Gardiner, Monteverdi Choir, English Baroque Soloists, Malin Hartelius, Richard Wyn Roberts, James Gilchrist, Peter Harvey, Soli Deo Gloria 2000
- J. S. Bach: Cantatas Vol. 33 – BWV 41, 92, 130, Masaaki Suzuki, Bach Collegium Japan, Yukari Nonoshita, Robin Blaze, Jan Kobow, Dominik Wörner, BIS 2005
- All of Bach Project, Jos van Veldhoven, Netherlands Bach Society, Maria Keohane, Maarten Engeltjes, Benjamin Hulett, Christian Immler, https://www.bachvereniging.nl/en/bwv/bwv-130/, 2013.